# Tipula chiricahuensis
Tipula chiricahuensis är en tvåvingeart som beskrevs av Alexander 1946. Tipula chiricahuensis ingår i släktet Tipula och familjen storharkrankar. Inga underarter finns listade i Catalogue of Life.